# Sminkør
En sminkør (en mandlig makeupartist) eller sminkøse (en kvindelig makeupartist) er den person, der sminker skuespilleren i forbindelse med en filmoptagelse eller teaterforestilling, når der kræves sminke ud over den normale pudder og kosmetik. Eksempelvis hvis skuespilleren skal se ældre ud, udstyres med en stor næse, have blodige skudsår eller forvandles til varulv (såkaldte makeupeffekter). Mange makeupartister er blevet stjerner og dyrkes kultisk i tidsskrifter såsom det amerikanske Fangoria.
Sminkører og sminkøser i Danmark er ofte uddannede kosmetikere (2½-årig offentlig erhvervsuddannelse) eller kosmetologer og makeupartister (private uddannelser). En række sminkører og sminkøser er tillige udlærte frisører.

## Danske sminkører
- Thomas Foldberg
- Morten Jacobsen
- Dennis Knudsen
- Anders Lerche

## Udenlandske sminkører
- Roy Ashton
- Rick Baker
- Rob Bottin
- John Chambers
- Lon Chaney, Sr.
- Phil Leakey
- Jack Pierce
- Tom Savini
- Dick Smith
- William Tuttle
- Michael Westmore